# Wiesław Wasiak
Wiesław Jan Wasiak – polski chemik, doktor habilitowany nauk chemicznych, profesor zwyczajny Zakładu Chemii Analitycznej Wydziału Chemii Uniwersytetu im. Adama Mickiewicza w Poznaniu.

## Życiorys
W 1970 ukończył studia chemiczne na Uniwersytecie im. Adama Mickiewicza, w 1976 uzyskał doktorat, a w 1989 uzyskał stopień doktora habilitowanego nauk chemicznych na podstawie rozprawy zatytułowanej Chemicznie zwićzane kompleksy metali przejściowych jako fazy stacjonarne dla GC. 18 marca 1999 został zatrudniony na stanowisku  profesora zwyczajnego w Zakładzie Chemii Analitycznej na Wydziale Chemii Uniwersytetu im. Adama Mickiewicza w Poznaniu.
Wiesław Wasiak jest członkiem Prezydium Komitetu Chemii Analitycznej III Wydziału Nauk Ścisłych i Nauk o Ziemi Polskiej Akademii Nauk oraz recenzentem 16 prac habilitacyjnych, 32 prac doktorskich i promotorem kolejnych 5 prac doktorskich.

## Wybrane publikacje
- 2000: Oleje przepracowane i produkty ich destylacji[1]
- 2005: Waste plastic materials as a source of petrochemical products[1]
- 2005: Ketoimine modified silica as an adsorbent for gas chromatographic analysis of olefins[1]
- 2010: Cyclam complexes of Cu(II) and Co(II) as stationary phases for gas chromatography[1]
- 2014: Predicting retention indices of aliphatic hydrocarbons on stationary phases modified with metallocyclams using quantitative structure-retention relationships[1]
- 2014: Interpretation of interactions of halogenated hydrocarbons with modified silica adsorbent coated with 3-benzylketoimine group silane[1]